# Цывиньская, Изабелла
Мария Изабелла Цывиньская-Михаловская (пол. Maria Izabella Cywińska-Michałowska, 25 марта 1935, Львов, Львовское воеводство, Польша — 23 декабря 2023) — польская театральная и кинорежиссёр, кинокритик; в 1970—1973 годах директор Театра им. Войцеха Богуславского в Калише, в 1973—1989 годы директор Нового театра в Познани, в 1989—1991 гг. министр культуры и искусства, в 2008—2011 годах художественный руководитель театра Атенеум в Варшаве.

## Биография
Её предки по отцовской линии использовали герб Пухала. Окончила этнографию в Варшавскому университете и обучалась на режиссёрском факультете Государственной высшей театральной школы в Варшаве. Была режиссёром в театрах Белостока, Варшавы, Новой Хуты.
В 1970—1973 годах возглавляла Театр им. Войцеха Богуславского в Калише. В 1973 году возобновила деятельность Нового театра (пол. Teatr Nowy) в Познани, которым руководила до 1989 года. В 1981 году поставила пьесу «Обвиняемый: июнь пятьдесят шестого». Вследствие этого она была интернирована на несколько месяцев во время военного положения (соавтором сценария был Влодзимеж Бранецкий). В марте 2008 года, после смерти Густава Холоубека, приступила к выполнению обязанностей художественного руководителя театра Атенеум (Ateneum) в Варшаве. На этом посту работала до июля 2011 року.
Как режиссёр ставила представления в Театре телевидения.
С 12 сентября 1989 по 12 января 1991 года занимала пост министра культуры и искусства в правительстве Тадеуша Мазовецкого. В 2005 году подписала декларацию о поддержке Демократической партии, была соавтором программы этой группы в области культуры. Входила в комитет поддержки Бронислава Коморовского перед президентскими выборами в 2010 и в 2015 годах. Она стала членом Комитета поддержки Музея истории польских евреев Полин в Варшаве.
Замужем за актёром Янушем Михаловским. Писала мемуары «Внезапная замена», Из дневника министра. Опубликовала дневник Каменная девочка.

## Награды и признание
- Офицерский крест ордена Возрождения Польши (2011)[15]
- Рыцарский крест Ордена Возрождения Польши (1989)[16]
- Золотая медаль «За заслуги перед культурой Gloria Artis» (2005)[17]
- Офицерский крест ордена «За заслуги перед Литвой» (2006, Литва)[18]
- Звание почётного гражданина Познани (2013)[19]